# 梨樹区
梨樹区（りじゅ-く）は中華人民共和国黒竜江省鶏西市に位置する市轄区。

## 行政区画
5街道、1鎮を管轄：
- 街道：街里街道、穆棱街道、平崗街道、鹸場街道、石磷街道
- 鎮：梨樹鎮

## 交通

### 鉄道
- 中国鉄路総公司
  - 中国鉄路ハルビン局集団公司
    - 城鶏線（穆棱方面）- 梨樹鎮駅（中国語版） - 石磷駅（中国語版） -（鶏西方面）

## 健康・医療・衛生
- 鶏西市梨樹区医院